# تپه خارا بالار ۲ صومه سفلی
تپه خارا بالار ۲ صومه سفلی مربوط به هزاره سوم و ۴ قبل از میلاد - سده‌های میانه دوران‌های تاریخی پس از اسلام است و در شهرستان مراغه، بخش سراجو، دهستان سراجوی شرقی، روستای صومه سفلی واقع شده و این اثر در تاریخ ۲۵ آبان ۱۳۸۷ با شمارهٔ ثبت ۲۳۶۲۸ به‌عنوان یکی از آثار ملی ایران به ثبت رسیده است.